# Blue Eagles
Pour les articles homonymes, voir Eagles (homonymie).

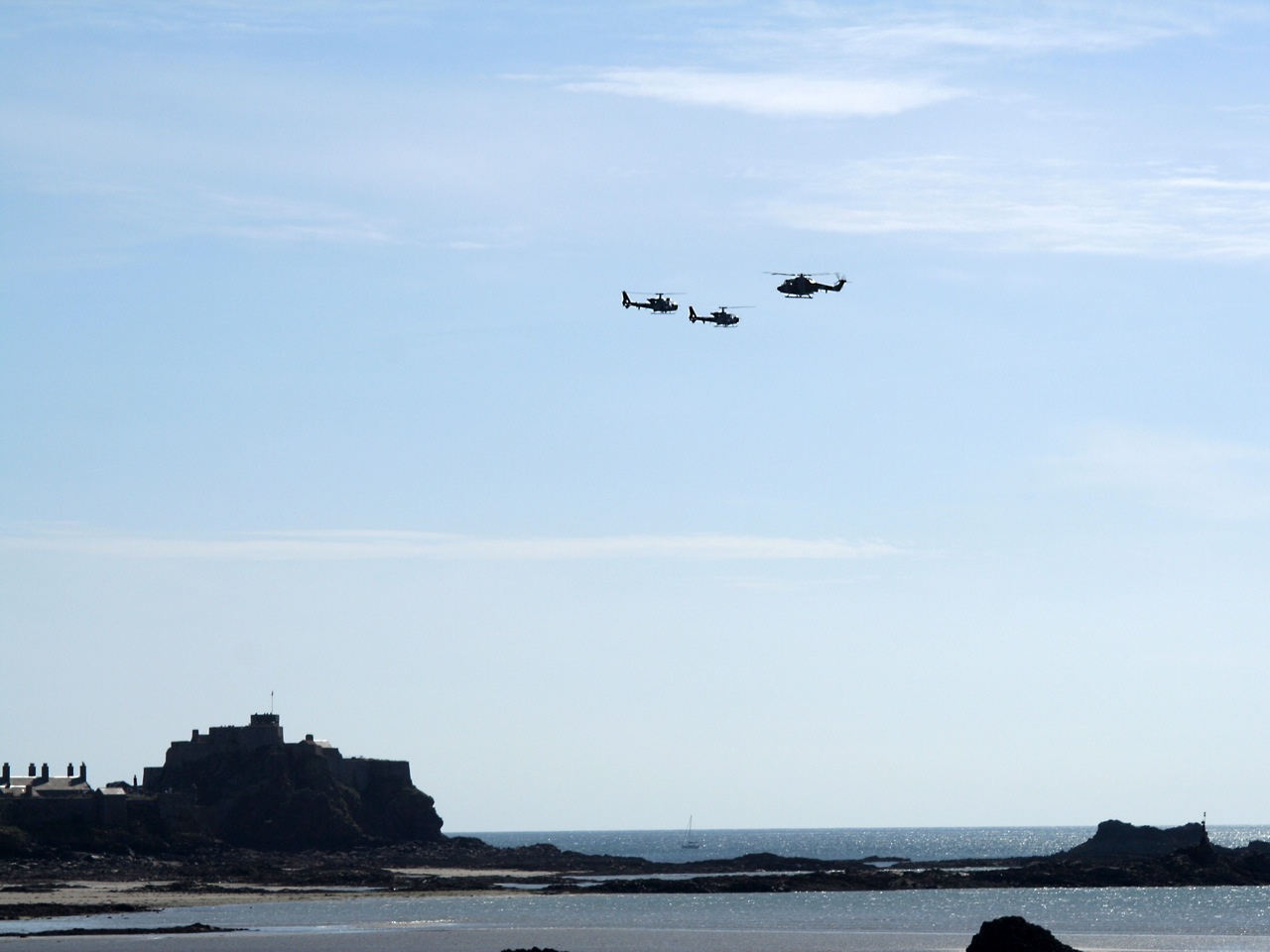
Les Blue Eagles en 2006

Les Blue Eagles (en français "Les aigles bleus") sont une patrouille acrobatique de la British Army, volant sur des hélicoptères. Dépendant de la Army Air Corps, elle a été créée en 1968.